# 프라이데이 (영화)
《프라이데이》(영어: Friday)는 미국에서 제작된 F. 게리 그레이 감독의 1995년 버디 코미디 영화이다. 아이스 큐브가 공동 각본을 쓰고 크리스 터커 등과 함께 출연하였다. 열혈 팬층이 형성되면서 프랜차이즈화되었으며, 2000년 속편 《프라이데이 2 - 넥스트 프라이데이》가 개봉하였다.

## 출연진
- 아이스 큐브
- 크리스 터커
- 니아 롱
- 톰 “쥬스” 리스터 주니어
- 애나 마리아 호스퍼드
- 리지나 킹
- 폴라 제이 파커
- 버니 맥
- 앤젤라 민스
- 페이즌 러브
- 앤서니 존슨
- 이벳 윌슨
- 비킬린 레이놀즈
- 토니 콕스
- 메건 굿
- 테리 J. 본
- F. 게리 그레이
- 러완다 페이지
- 마이클 클라크 덩컨

## 기타 제작진
- 배역: 재키 브라운카먼
- 미술: 브루스 벨러미
- 의상: 숀 바턴